# 浜田精蔵
浜田 精蔵（濱田 精藏、はまだ せいぞう、1880年（明治13年）12月9日 - 1926年（大正15年）9月8日）は、明治末から大正期のジャーナリスト、実業家、政治家。衆議院議員、福岡市会議長。清蔵の表記有り。

## 経歴
鹿児島県  姶良郡、のちの加治木村（加治木町を経て現姶良市）で、浜田清四郎の二男として生まれた。1905年（明治38年）慶應義塾大学政治科を卒業した。
時事新報記者となりロンドン特派員、経済部長などを務めた。千代田生命保険に転じ、福岡支部長などを務めた。その後、博多商業会議所副会頭、諏訪炭礦専務取締役、西部合同瓦斯会社（現西部ガスホールディングス）社長、日本水電取締役などを務めた。
政界では、福岡市会議員に選出され、同議長にも在任した。新人を推したいとの地元の要請を受けて帰郷し、1924年（大正13年）5月、第15回衆議院議員総選挙（鹿児島県第7区、政友本党公認）で当選。その後、立憲政友会に所属して活動したが、盲腸炎で東京市芝今里町の自宅で療養中、胆石病を併発して1926年9月に死去した。

## 著作
- 『支那大観』巌松堂書店、1922年。